# Enric Valls Roselló
Enric Valls Roselló (nacido el 24 de febrero del año 1990 en Valencia) más conocido como Enric Valls, es un psicólogo y conferenciante español.

## Biografía
Especializado en salud mental y en el ámbito de la educación y social, inició sus estudios en la facultad de psicología de la Universidad Católica de Valencia, donde años después consiguió la licenciatura. En el año 2016 inició un programa de radio bajo el nombre de “Al diván, amb Enric Valls” emitido por la Xarxa d’Emissores Municipals Valencianes.  A finales de ese mismo año, empezó a trabajar en Cruz Roja Española como psicólogo, técnico y responsable del departamento de Intervención Social.  A partir de 2017, con el objetivo de dar a conocer la psicología, sensibilizar y concienciar a la sociedad colabora activamente con distintos medios de comunicación, sobre temas que preocupan a la población (coronavirus, educación y salud).  En 2020 entrevista a personajes y artistas nacionales e internacionales (Henry Méndez, Nerea Garmendia, Fran Perea, Carmen Muga, Marco De La O, Chef Roberto Bosquet, entre otros) contando con su respaldo para dar a conocer problemas cotidianos y cómo afrontarlos, a través de las experiencias y vivencias de tales personas influyentes. Actualmente, es director de la Asociación Española para la Prevención del Acoso Escolar y atiende en su consulta en valencia. Es colaborador activo en los medios de comunicación con la finalidad de acercar la Psicología a la población.